# U-Bahn-Unfall von Malbone Street

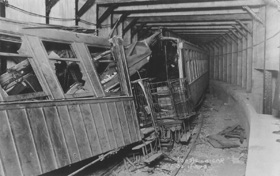
Verunglückter Zug im Tunnel

Bei dem Eisenbahnunfall von Malbone Street am 1. November 1918 in New York entgleiste ein Hochbahnzug der Brooklyn Rapid Transit Company (BRT), wobei mindestens 93 Menschen starben und über 100 weitere verletzt wurden. Der Zug fuhr mit überhöhter Geschwindigkeit in einen Tunnel vor dem Bahnhof Prospect Park in Flatbush, Brooklyn, ein und entgleiste in einer engen S-Kurve. Mehrere Wagen des Zugs, der im abendlichen Berufsverkehr mit etwa 900 Fahrgästen besetzt war, kippten gegen die Tunnelwand und wurden zerstört.
Der Streckenabschnitt der Brighton Beach Line, auf dem sich der Eisenbahnunfall ereignete, ist seit 1920 als Franklin Avenue Line ein Teil der New York City Subway. Der Ort des englisch als „Malbone Street Wreck“ oder „Brighton Beach Line Accident“ bekannten Unfalls lag in einem kurzen Tunnel unter der Malbone Street unweit des Prospect Park.

## Unfallhergang
Am Tag des Unfalls streikte ein Teil der Triebwagenführer der Brooklyn Rapid Transit Company. Den verunfallten Zug steuerte daher Antonio Edward Luciano, der eigentlich Büroangestellter bei der BRT war.
Die Zugfahrt im abendlichen Berufsverkehr begann um 18:14 Uhr in Manhattan im Bahnhof Park Row am Rathaus. Fahrziel war Coney Island am Ende der Brighton Beach Line in Brooklyn.
Der Zug querte die Brooklyn Bridge und verließ bald die Innenstadt Brooklyns auf der Hochbahnstrecke BRT Fulton Street Line. Im Bereich des Bahnhofs Franklin Avenue war am Abzweig zur BRT Brighton Beach Line die Weiche falsch gestellt: Der Zug wurde geradeaus entlang der Fulton-Street-Strecke fehlgeleitet. Nachdem Luciano den Fehler bemerkte, setzte er den Zug zurück und befuhr im zweiten Versuch korrekt den Abzweig.

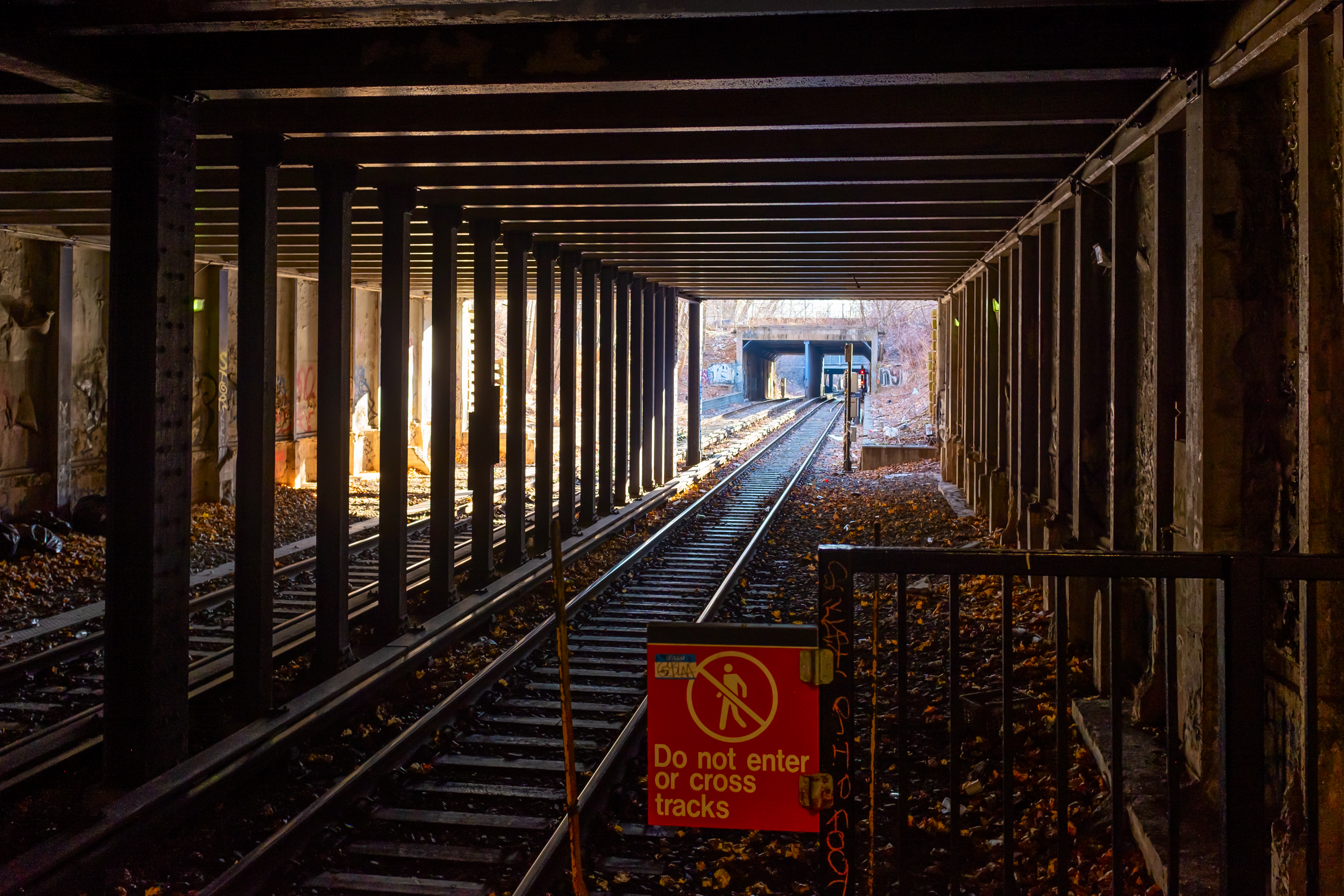
Blick vom Bahnhof Botanic Garden in Richtung Bahnhof Prospect Park. Der Bahnhof Consumers Park lag bis 1928 in Blickrichtung ca. 500 Meter entfernt.

Um die verlorengegangene Zeit wettzumachen, fuhr er schneller und ließ den Bahnhof Consumers Park aus (ungefähre Lage ⊙), den letzten Halt vor dem Bahnhof Prospect Park. Die Einfahrt in den Bahnhof Prospect Park erfolgte über eine enge S-Kurve. An dieser Stelle war eine Geschwindigkeitsbeschränkung von 10 km/h (6 mph) vorgesehen.
Statt der vorgeschriebenen 10 km/h näherte sich der Zug um 18:42 Uhr, nach anderen Angaben um 18:22 Uhr, mit einer Geschwindigkeit von geschätzten mindestens 50 km/h dem Bahnhof. Das vordere Drehgestell des führenden Triebwagens blieb in der Spur, aber das hintere entgleiste und riss die beiden folgenden Wagen aus dem Gleis. Der zweite und dritte Wagen wurden gegen die Tunnelwand geschleudert und zertrümmert. Der vierte Wagen erlitt geringere Beschädigungen, der letzte blieb nahezu unversehrt.

## Hintergrund

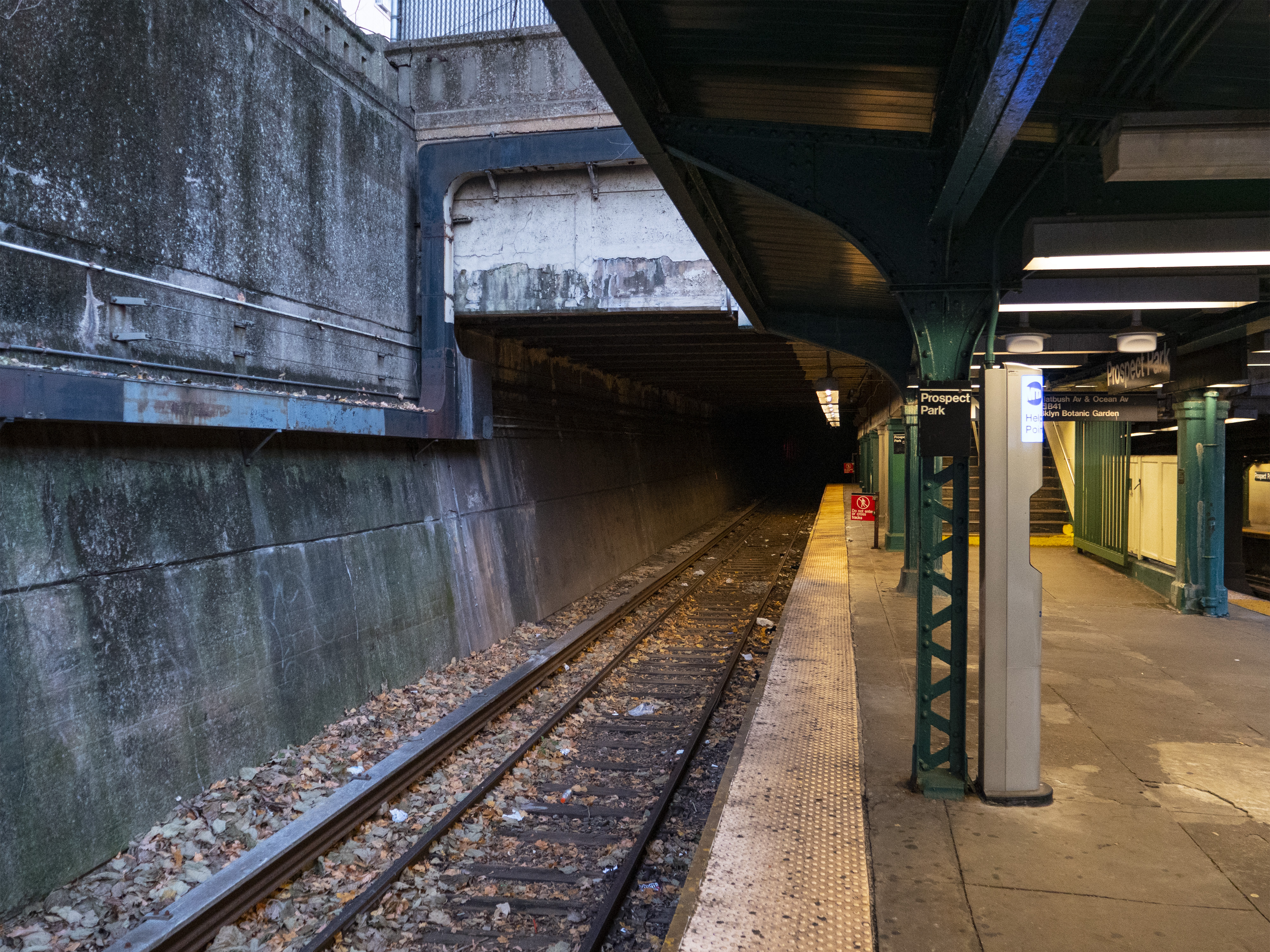
Bahnhof Prospect Park. Blick entgegen der Fahrtrichtung in den Tunnel, in dem die Entgleisung stattfand.

Unfallursache war die überhöhte Geschwindigkeit, die sowohl die erlaubte wie auch die physikalisch mögliche Geschwindigkeit im Gleisbogen überstieg.

### Einschränkungen durch Streik
Für den Tag des Unfalls hatte die Gewerkschaft Brotherhood of Locomotive Engineers (BLE), die einen Teil der Triebwagenführer vertrat, zum Streik aufgerufen.
Der Streik richtete sich gegen die Brooklyn Rapid Transit Company, die sich weigerte, 29 wegen Gewerkschaftsaktivitäten entlassene Beschäftigte wieder einzustellen. Das National War Labor Board hatte die Wiedereinstellung verfügt. Das National War Labor Board war ein von der US-Regierung von 1918 bis 1919 eingesetztes Schiedsgremium, das durch Verhandlungen sicherstellen sollte, dass die Kriegswirtschaft im Ersten Weltkrieg nicht durch Arbeitskämpfe beeinträchtigt wurde.
Um den Betrieb aufrechtzuerhalten, nutzte die BRT Aufseher, Büroangestellte und Stellwerksmitarbeiter als Streikbrecher im Fahrdienst.

### Eignung des Triebwagenführers

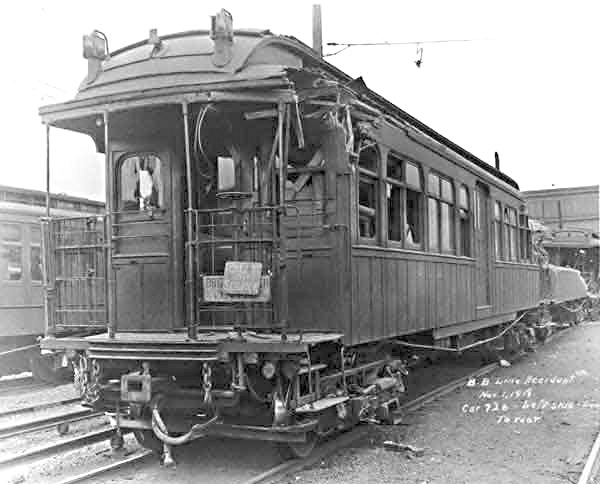
Der verunglückte Zug nach der Bergung. Vorne der führende Triebwagen 726, dahinter der stark beschädigte Beiwagen 100.

Der Triebwagenführer Edward Luciano, zu der Zeit bekannt unter dem amerikanisierten Namen Billy Lewis, arbeitete normalerweise in der Personalplanung. Er  hatte lediglich im Jahr zuvor etwas Erfahrung im Rangieren von Leerzügen gesammelt. Er besaß keine Streckenkenntnis für die zu befahrene Strecke und hatte vor seinem Einsatz eine nur zweistündige Einweisung durch einen Fahrlehrer erhalten. Üblich gewesen wären 60 Stunden, nach anderen Angaben 90 Stunden Ausbildung. Der Unfallzug war der erste (und letzte) fahrplanmäßige Zug, den Luciano überhaupt fuhr. Davor hatte er bereits eine zehnstündige Tagschicht im Büro gearbeitet.
Der Eisenbahnunfall fand während der Spanische-Grippe-Pandemie statt. Im November 1918 hatte die zweite Welle ihren Höhepunkt erreicht. In diesem in New York tödlichsten Monat der Pandemie verstarb eine von drei Töchtern Lucianos an der Influenza. Sie war wenige Tage vor dem Unfall beigesetzt worden, er selbst manchen Angaben zufolge gerade genesen.

### Technische Mängel am Zug
Am Abzweig von der BRT Fulton Street Line hatte der Weichenwärter nicht die für den Zug richtige Fahrstraße eingestellt, weil die aus farbigen Lichtern bestehende Linienkennzeichnung an der Front des führenden Triebwagens aufgrund einer defekten elektrischen Sicherung außer Betrieb war. Luciano wiederum nahm nicht rechtzeitig wahr, dass die Weiche auf Geradeausfahrt statt auf Abzweigung gestellt war. Durch diese Versäumnisse und die daraus resultierende Verzögerung um acht Minuten mitten im Berufsverkehr geriet er zusätzlich unter Druck.

### Vorschriftswidrige Zugbildung
Der verunglückte Zug bestand aus fünf Wagen, davon waren der erste, vierte und fünfte Triebwagen, die Wagen zwei und drei Beiwagen. Die Triebwagen waren etwa doppelt so schwer wie die Beiwagen und ihr Schwerpunkt lag erheblich tiefer, während sich der Schwerpunkt der Beiwagen mit zunehmender Besetzung mit Reisenden weiter nach oben verlagerte. Bei regelkonformer Zugbildung wurden zwei Beiwagen nie aneinander gekuppelt, sondern immer zwischen zwei Triebwagen gesetzt, was dem Triebwagenzug die erforderliche Stabilität verlieh.
Die von der BRT eingesetzten Hochbahnzüge hatten, wie generell bei den Hochbahnen jener Zeit üblich, Aufbauten aus Holz. Dies unterschied sie von den U-Bahn-Zügen, die stählerne Aufbauten hatten und zu schwer für die Hochbahnstrecken waren. Ob der Einsatz von Wagen mit Holzaufbau die Unfallfolgen verstärkt hatte, blieb umstritten. Fahrzeuge, die zum Teil aus Holz gebaut waren, blieben bis 1969 im Einsatz.

### Streckenausrüstung und Umbauten

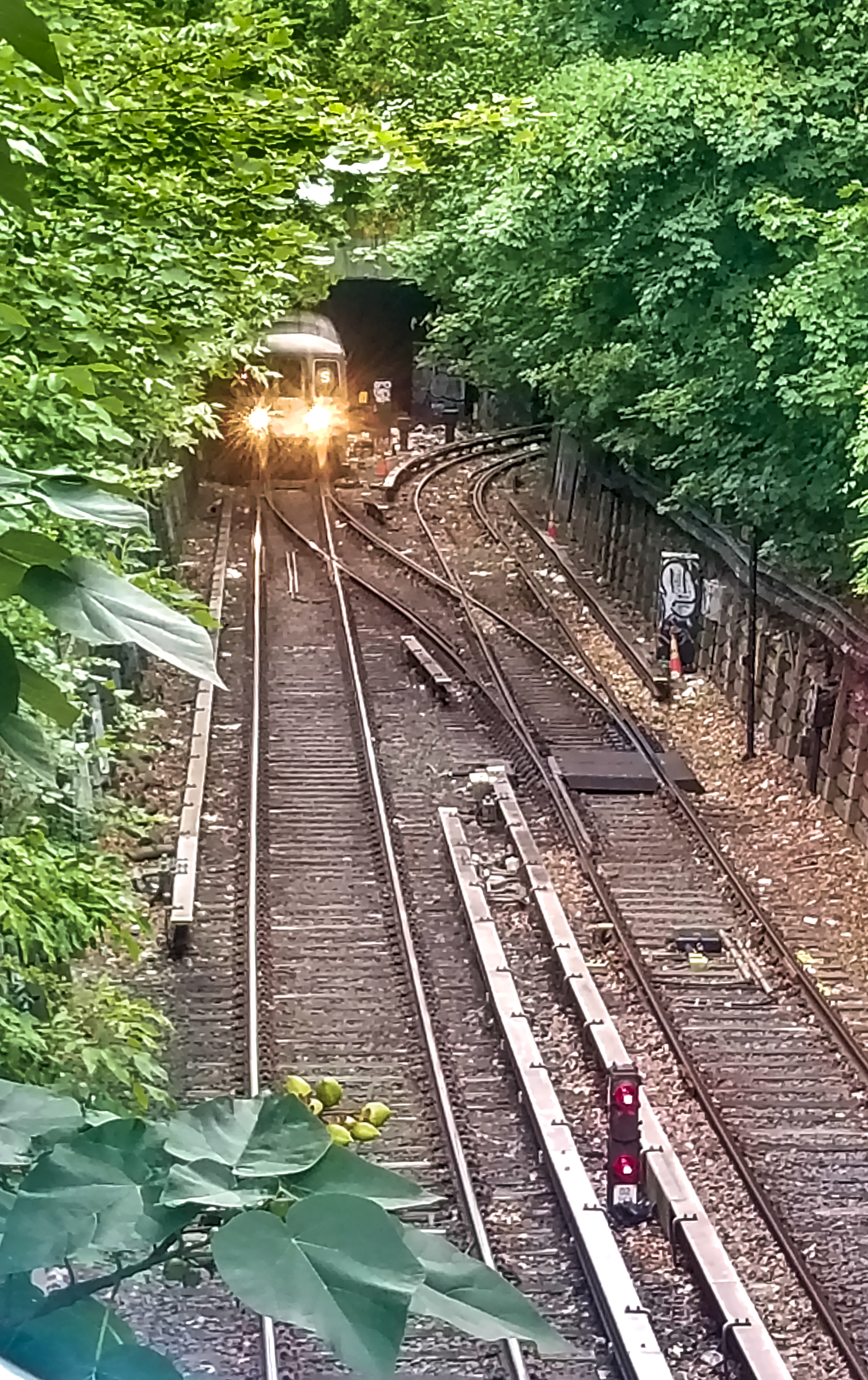
Der Unfallzug entgleiste im Gleisbogen (Bildmitte oben). Der daneben sichtbare Shuttlezug kommt vom Bahnhof Prospect Park.

Die Kurve, in der sich der Unfall ereignete, war erst wenige Wochen zuvor als Teil einer neuen Streckenführung in Betrieb genommen worden. Sie diente dazu, im Bereich des Bahnhofs Prospect Park den Ausbau der BRT Brighton Beach Line von Zwei- auf Viergleisigkeit zu ermöglichen. Dies war als Vorbereitung darauf nötig, die mittig angeordneten Express-Gleise an das Tunnelnetz der New York City Subway anschließen zu können. Zuvor war das betreffende stadtauswärts führende Gleis der Franklin Avenue Line der gleichen, geradlinigeren Trassierung gefolgt, die das stadteinwärts führende bis heute nutzt. Die Ausbauten erfolgten im Rahmen des Vertrags Nr. 4 der Doppelverträge von 1913, durch die im Stadtgebiet New Yorks die Streckenlänge des U-Bahn-Netzes beinahe verdoppelt wurde.
Hätte Luciano dem Fahrplan getreu am Bahnhof Consumers Park angehalten, anstatt möglichst schnell die langgezogene Rampe hinab zu fahren, hätte der dann aus dem Stand beschleunigende Zug auf den wenigen hundert Metern bis zur Malbone Street vermutlich nicht die viel zu hohe Geschwindigkeit erreicht.
Es gab an der Stelle keine technische Geschwindigkeitsüberwachung, die ein Fehlverhalten des Triebwagenführers registrieren und über eine Zugbeeinflussung eine Warnung, eine automatische Geschwindigkeitsreduktion oder eine Zwangsbremsung hätte auslösen können. Die schwierige finanzielle Situation der Schnellbahngesellschaft hatte dazu geführt, dass Investitionen unterblieben und durchaus bereits erfundene technische Hilfsmittel nicht installiert und genutzt wurden.

## Folgen

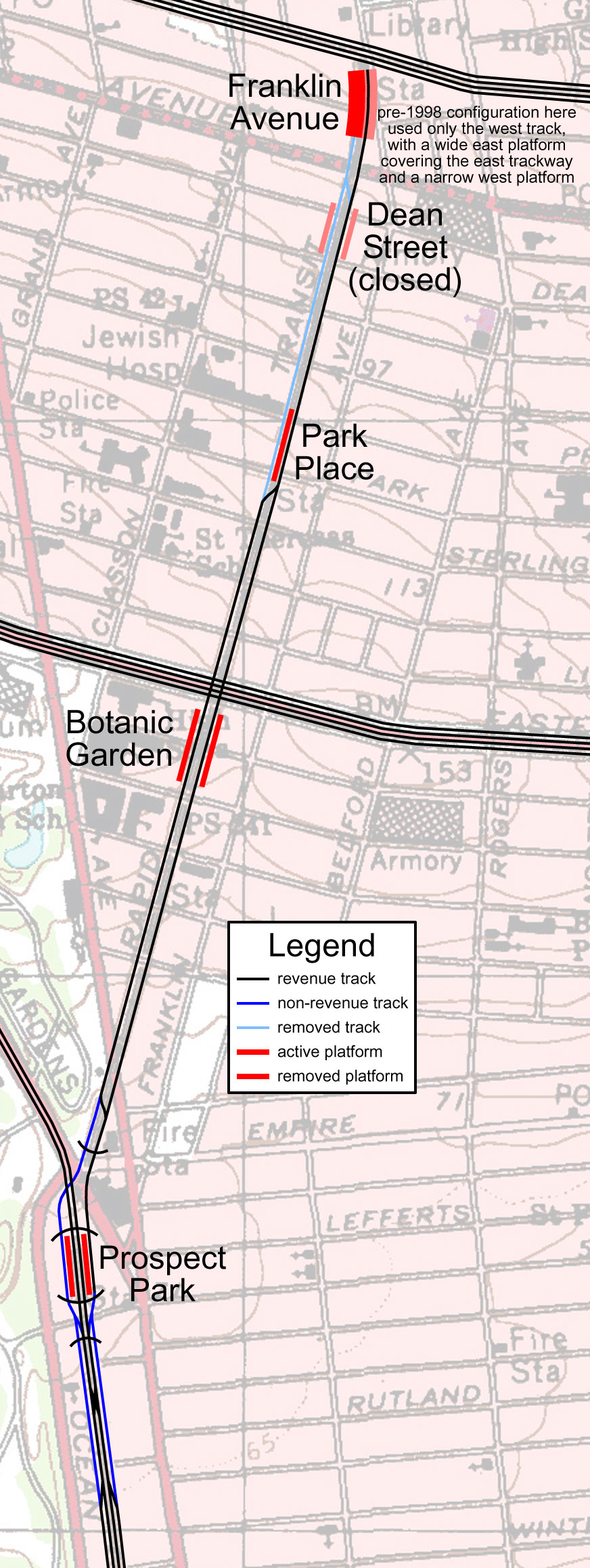
Diese Karte der BMT Franklin Avenue Line zeigt den heutigen Zustand und die 1920 fertiggestellte Verknüpfung mit der BMT Brighton Line im Bahnhof Prospect Park.

### Unmittelbare Folgen
Mit 93, nach anderen Angaben 97, Toten und über 100, nach anderen Angaben 250, Verletzten war dies der zweitschwerste Unfall in der US-amerikanischen Eisenbahngeschichte und das schwerste in der Geschichte der New Yorker U-Bahn. Fünf zunächst Überlebende verstarben später an den Unfallfolgen, so dass die Gesamtzahl der Todesopfer nach diesen Angaben auf 102 stieg. Der Unfall fand kurz nach dem Höhepunkt der zweiten Welle der Spanische-Grippe-Pandemie statt, so dass die medizinische Versorgung der Unfallopfer aufgrund überfüllter Krankenhäuser erschwert war. Die meisten Verletzten wurden im Kings County Hospital Center oder auf einem Behandlungsplatz im nahe gelegenen Ebbets-Field-Stadion versorgt.
Der Triebwagenführer blieb körperlich unverletzt und entfernte sich zunächst unbefugt vom Unfallort, ehe er aufgegriffen und festgenommen wurde. Er und Vertreter der Betreibergesellschaft BRT wurden wegen fahrlässiger Tötung angeklagt, aber freigesprochen.

### Mittelfristige Folgen
Wegen des breit publizierten Unfalls bekam die Malbone Street einen Monat danach den neuen Namen Empire Boulevard, nur eine kurze Nebenstraße (⊙) behielt den Namen.
Die Schnellbahngesellschaften statteten Gefahrenstellen in der Folge mit mechanischen Fahrsperren aus, die Geschwindigkeitsbeschränkungen überwachten und zu schnell fahrende Züge zwangsbremsten.

### Langfristige Folgen
Der Ruf der privaten Betreibergesellschaft Brooklyn Rapid Transit Company litt erheblich unter diesem Unfall, zumal New Yorks Bürgermeister Hylan den Vorfall nutzte, um verschärft gegen die „privaten Traktionsinteressen“ zu polemisieren. Der Konkurs der Gesellschaft am Silvestertag 1918 wird entgegen den Tatsachen mit dem Unfall in Verbindung gebracht. Die BRT befand sich bereits in einer länger währenden Krise aufgrund zu geringer Einnahmen bei steigenden Kosten. Nach einem mehrere Jahre andauernden Abwicklungsverfahren wurde 1923 ihre Geschäftstätigkeit durch die Brooklyn–Manhattan Transit Corporation (BMT) übernommen.
Im Jahr 1920 ging die direkte Tunnelverbindung der BRT/BMT Brighton Beach Line vom Knotenbahnhof DeKalb Avenue in der Innenstadt Brooklyns zum Bahnhof Prospect Park in Betrieb. Die Verbindung zur BRT Fulton Street-Hochbahn wurde zugleich getrennt. Damit war die traditionelle Streckenführung der Brighton Beach Line in die gekappte Franklin Avenue Line und in die modernisierte Brighton Line, die eine schnelle Anbindung der Atlantikküste an die Innenstädte ermöglichte, aufgeteilt.
Die Fulton-Street-Hochbahn wurde durch die unterirdische IND Fulton Street Line ersetzt und 1940 weitgehend abgerissen.
Die Züge von der BMT Franklin Avenue Line befuhren noch bis 1963 die Verbindung zur BMT Brighton Line, da durchgängige Züge nach Coney Island beibehalten wurden, um Erholungsuchenden aus der Bronx eine Verbindung zur Küste mit nur einem Umstieg anzubieten. Die Eröffnung der IND Culver-Rampe im Jahr 1954 indes entzog der Franklin Avenue Line die meisten Fahrgäste, weil diese fortan entlang der Strecken der IND-Division aus der Bronx direkt zur Küste fahren konnten. Seit 1963 ist die Strecke auf den Pendelverkehr des Franklin-Avenue-Shuttle reduziert. Jahrzehntelang wurde die Strecke vernachlässigt, verfiel und stand vor der Stilllegung, ehe sie Ende der 1990er Jahre umfassend saniert wurde. Das stadtauswärtige Local-Gleis im Bahnhof Prospect Park wird gelegentlich für außerplanmäßige Zugbewegungen benutzt.

### Ähnliche Vorfälle
1974 gab es an der gleichen Stelle einen Unfall, bei dem ein U-Bahn-Zug aus Wagen des Typs R32 bei geringer Geschwindigkeit entgleiste und gegen die Tunnelwand schlug. Dabei gab es keine Verletzten.